# The Colgate Comedy Hour
The Colgate Comedy Hour è un programma televisivo statunitense, trasmesso per sei stagioni, dal 1950 al 1955.
Il varietà comico/musicale, sponsorizzato dalla Colgate-Palmolive, fu trasmesso dalla NBC ed incluse la presenza di numerosi comici ospiti e di conduttori a rotazione. Molti dei copioni del programma sono conservati negli archivi della UCLA Library.

## Storia

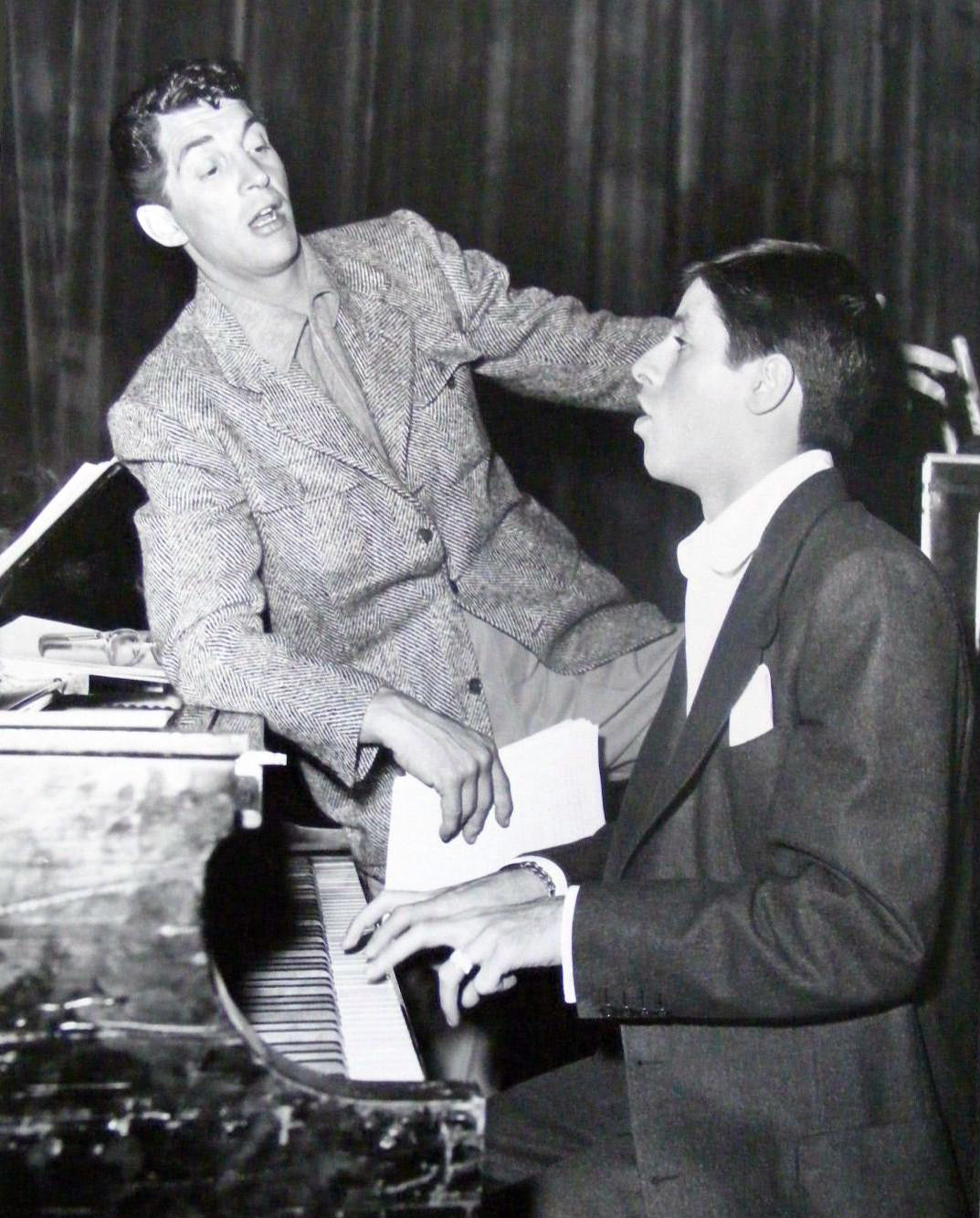
Martin & Lewis al Colgate Comedy Hour

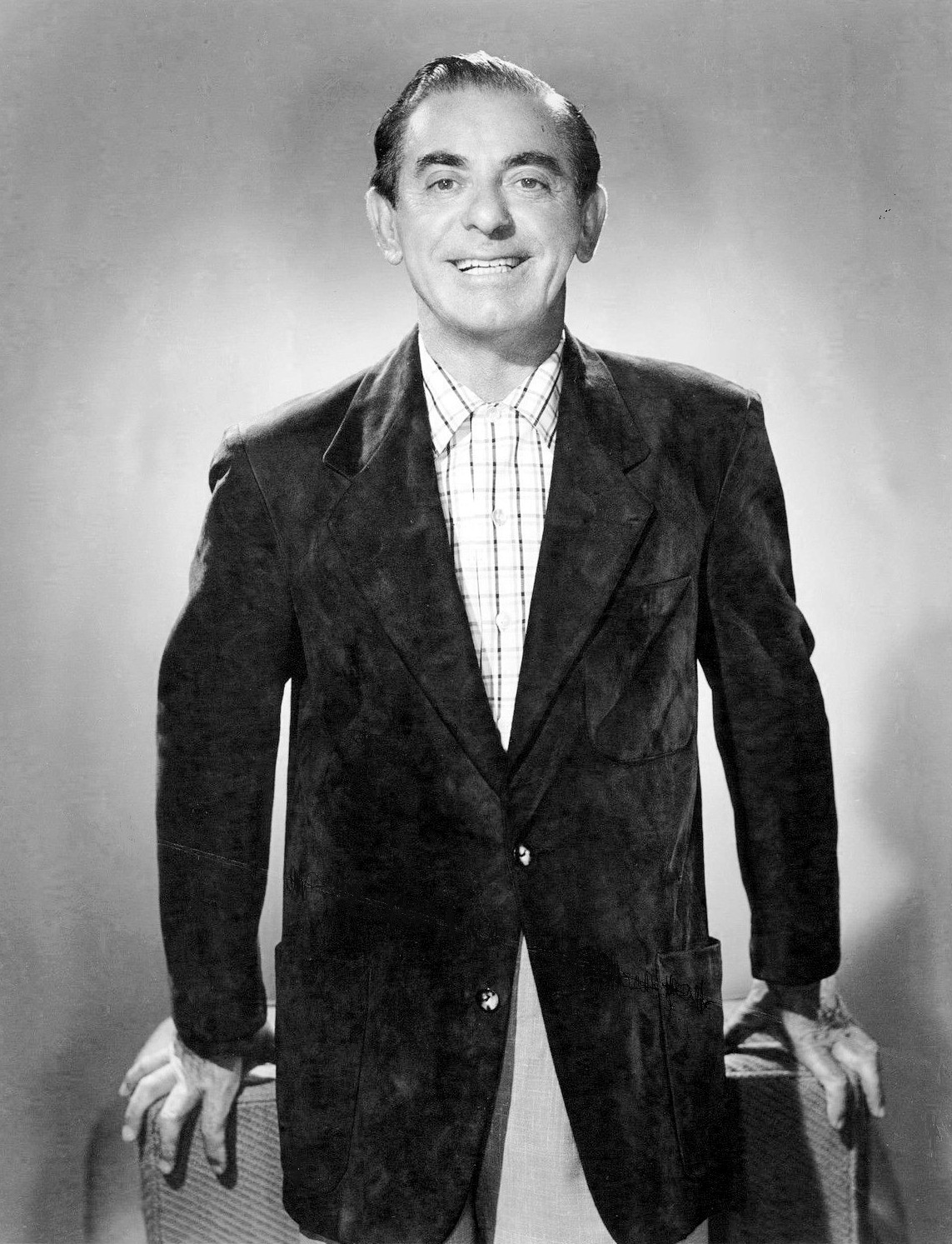
Eddie Cantor nel 1952

Il programma si sviluppò evolvendo dal primo varietà televisivo della NBC, Four Star Revue, sponsorizzato dalla Motorola. Le scenette con "gag ricorrenti" furono abbandonate in favore di messe in scena più complesse. Lo show settimanale era condotto da quattro comici a rotazione nell'arco di un mese, in diretta competizione con Toast of the Town di Ed Sullivan sulla CBS. La prima puntata, con Hans Conried, Rosemary DeCamp e Dick Foran, fu scritta e prodotta dall'allora ventiduenne Peggy Webber, che apparve in oltre 100 episodi di Dragnet con Jack Webb.
Il nuovo format fu fortemente sostenuto dal suo sponsor, la Colgate-Palmolive, con la somma di 3 milioni di dollari nel primo anno, e la collocazione in prima serata la domenica sera si rivelò un successo spettacolare, particolarmente per Eddie Cantor e le coppie Dean Martin & Jerry Lewis e Gianni & Pinotto. Nella sua autobiografia, Jerry Lewis scrisse che lo show debuttò domenica 17 settembre 1950, con Martin & Lewis e venne trasmesso dal Park Theatre di New York.. In realtà, Eddie Cantor presentò la prima puntata del Colgate Comedy Hour andata in onda il 10 settembre 1950.
Durante la stagione 1950–51, la AT&T mise in servizio regolare un servizio di interconnessione coassiale da costa a costa che consentiva trasmissioni televisive in diretta da tutta la nazione. Furono rapidamente create tre unità di produzione, una a New York, una a Chicago e una a Los Angeles. Martin & Lewis e Gianni & Pinotto erano sulla costa occidentale, trasmettendo dall'El Capitan Theatre di Hollywood (oggi conosciuto come Avalon Hollywood), mentre Eddie Cantor andava in onda da New York. Questo diede alla NBC un vantaggio sostanziale su Ed Sullivan, poiché i migliori talenti del cinema potevano anche fare ospitate e partecipazioni al Colgate Comedy Hour della costa occidentale, mentre Sullivan doveva lavorare con chiunque si trovasse a New York nel momento in cui un particolare episodio andava in onda.
Nella stagione 1952–53 Cantor ebbe un infarto immediatamente dopo una puntata del Colgate Comedy Hour trasmessa in settembre. Anche se si riprese velocemente e tornò nel gennaio 1953, fu restio a continuare lo show. Per la quarta stagione, lo sponsor pagò 6,000,000 di dollari, ma gli artisti trovavano difficoltà nell'offrire materiale fresco. Gli indici d'ascolto cominciarono a calare. Cantor era stato troppo male per continuare a presentare lo show, e gli spostamenti da casa erano troppo stressanti e dolorosi per lui. La sua ultima apparizione al Colgate fu nel maggio 1954. Vic Schoen fu assunto come direttore musicale nel 1954.
Nel giugno 1955 il varietà cambiò nome in Colgate Variety Hour per sottolineare un certo allontanamento dalla commedia pura. Alcuni dei primi conduttori se ne erano andati entro la fine della stagione 1953-54 (con l'eccezione di Martin & Lewis) quando lo show si spostò verso i mini-musical, prevedendo ospiti come Ethel Merman e Frank Sinatra.
Tuttavia, gli ascolti continuarono a scendere mentre The Ed Sullivan Show andava sempre meglio. L'ultima puntata del programma, condotta da Robert Paige, andò in onda come speciale natalizio il 25 dicembre 1955. L'8 gennaio 1956 il Colgate Comedy Hour fu rimpiazzato dall'NBC Comedy Hour, presentato da Leo Durocher per le prime tre puntate.

## Colore
L'episodio trasmesso il 22 novembre 1953, condotto da Donald O'Connor, fu la prima trasmissione televisiva a colori trasmessa dalla NBC negli Stati Uniti d'America.

## Episodi
| Stagione         | N. Episodi | Prima TV USA | Prima TV Italia |
| ---------------- | ---------- | ------------ | --------------- |
| Prima stagione   | 42         | 1950–1951    | inedita         |
| Seconda stagione | 42         | 1951–1952    | inedita         |
| Terza stagione   | 39         | 1952–1953    | inedita         |
| Quarta stagione  | 49         | 1953–1954    | inedita         |
| Quinta stagione  | 39         | 1954–1955    | inedita         |
| Sesta stagione   | 12         | 1955         | inedita         |

## Riferimenti nella cultura popolare
Il Colgate Comedy Hour è citato nello show comico di Netflix I Think You Should Leave with Tim Robinson (stagione 1, episodio 3).